# Abraham Robert Lorent

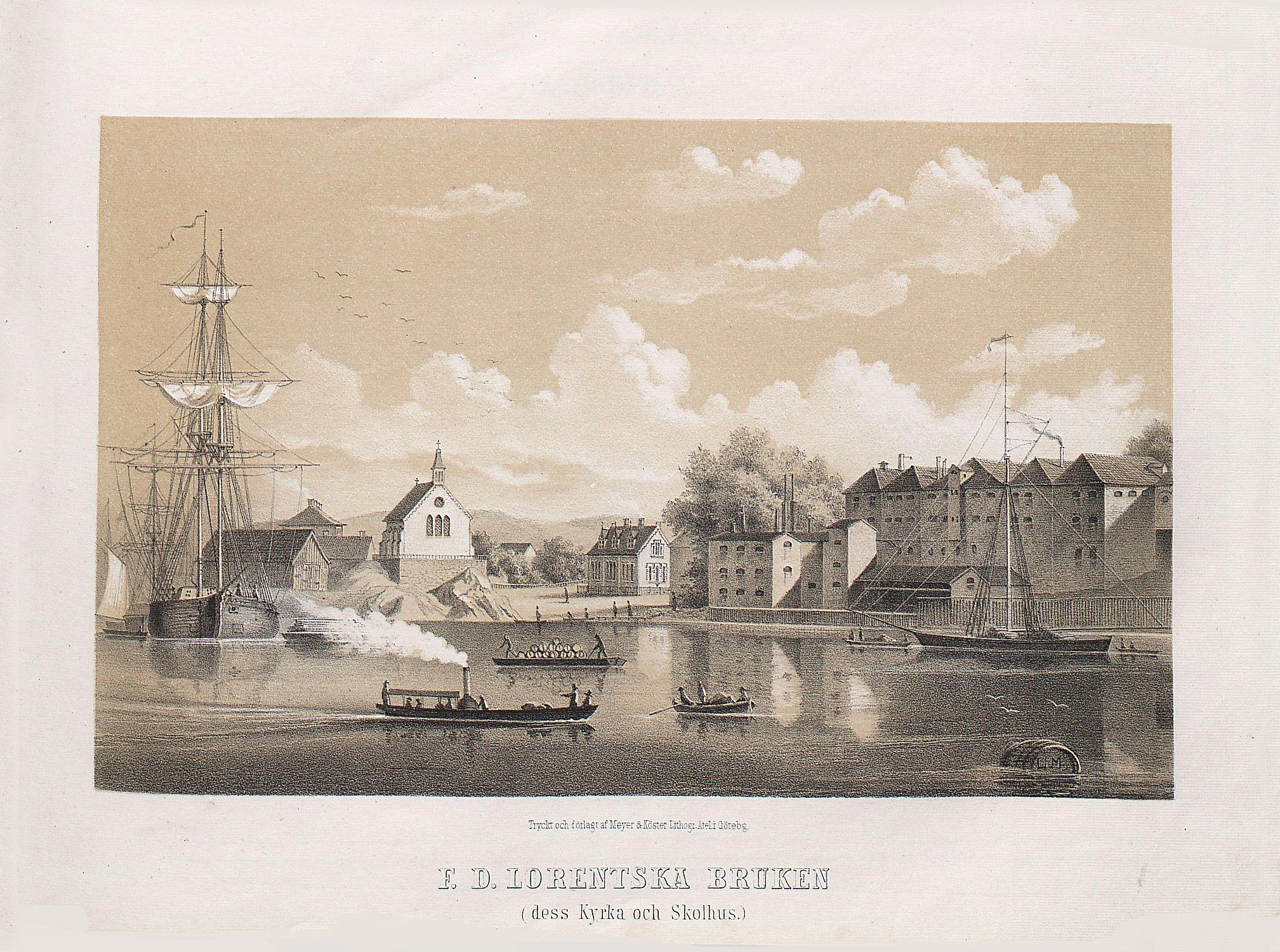
De före detta Lorentska bruken vid Klippan omkring 1860.

Abraham Robert Lorent, född 15 november 1770 i Hamburg, död 17 maj 1833 i London, var en svensk industriman. Han var bror till Anna Mathilda Nonnen.

## Biografi
Abraham Robert Lorent var äldste son till köpmannen Carl Anton Lorent och Susanne Wybrandt i Hamburg. Lorent härstammade från en gammal ungersk släkt. Tillsammans med sin bror Paul Emil Lorent reste han med erfarenheter från den handelsfirma som fadern förestod till USA. Genom handel med socker, bomull och slavar utbildade sig Lorent i köpmannayrket och grundade en förmögenhet. Vid 1790-talets slut återvände han till Hamburg med sitt kapital.
I samband med att Napoleon införde kontinentalblockaden flyttade Lorent till Danmark, men drog efter engelsmännens angrepp på Köpenhamn 1807 vidare till Göteborg, där han etablerade sig. Han köpte tomtmark och fastigheter utanför Göteborgs stad, och anlade ett sockerbruk vid Klippan 1808, där gamla Älvsborgs fästning legat. År 1813 fick han tillstånd att tillverka porter och andra engelska ölsorter. Produktionen av socker översteg snart de gamla sockerbruken i Göteborg, Niclas Sahlgrens och Lazarus Elias Magnus. De Lorentska fabrikerna utvecklades till Göteborgs största industrianläggningar. I augusti 1820 besågs de av Karl XIV Johan. Lorent bedrev även handel och rederirörelse.
Lorent bodde länge i Göteborg, men köpte lantegendomen Lärjeholm nordost om staden, där han var bosatt under 1820-talet. Han deltog i sällskapslivet och beskrevs som liten, livlig och talför.
Efter Napoleonkrigens slut ändade den s.k. briljanta tiden i Göteborg. Lorent vände sig först till sin bror i USA, sedan till John Nonnen, sin svåger, för att klara av den ekonomiska krisen. Från 1819 kom bruken att ledas av Nonnen med Lorent som sakkunnig ledare av socker- och portertillverkning. Under en vistelse i London, där han försökte skaffa fram pengar till firman, avled han plötsligt.
De Lorentska bruken såldes efter konkursutredning 1836 till David Carnegie.
Brodern avled 1859 vid 77 års ålder.